# The Crew (videogioco)
The Crew è stato un videogioco di guida open world online co-sviluppato da Ivory Tower in collaborazione con Ubisoft Reflections e pubblicato da Ubisoft per Xbox One, PlayStation 4, Microsoft Windows e Xbox 360. L'uscita, prevista inizialmente per l'11 novembre 2014, è stata posticipata al 2 dicembre dello stesso anno. Il 17 novembre 2015 è uscita l'espansione The Crew: Wild Run, acquistabile digitalmente su Uplay, PlayStation Store, Xbox Live e Steam, e in versione disco, che comprende il gioco base e l'espansione. Una seconda espansione, intitolata The Crew: Calling All Units, è stata annunciata durante il Gamescom 2016 ed è stata pubblicata il 29 novembre 2016 insieme all'Ultimate Edition, contenente il gioco base, tutti i DLC e le due espansioni.
Il 31 marzo 2024 i server di gioco sono stati disattivati da Ubisoft, rendendo il gioco inaccessibile.

## Trama

Una scena del gioco

### Prologo
La storia inizia con il protagonista Alex Taylor che viene inseguito dalla polizia nei pressi di Detroit. Dopo aver seminato la polizia, Alex raggiunge una Chevrolet Camaro che Harry, un suo amico, gli ha prestato per una gara. Harry spiega ad Alex che suo fratello maggiore Dayton Taylor, fondatore e V8 (leader) del club automobilistico fuorilegge 5-10, vuole parlare con lui. Dopo la gara, Alex si incontra con suo fratello, che gli chiede di accompagnarlo sotto l'Ambassador Bridge. Una volta arrivati, una Ford GT li raggiunge, Dayton va a parlare con il pilota per poi girarsi per tornare sulla Camaro; però, prima di poterci arrivare, il pilota gli spara alle spalle e fugge. Subito dopo l'FBI arriva sul posto e arresta Alex, mentre Dayton muore a causa delle ferite. Alex viene accusato dell'omicidio di Dayton dall'agente speciale dell'FBI Bill Coburn e viene incarcerato.
Cinque anni dopo, Alex incontra l'agente dell'FBI Zoe Winters che gli rivela che l'assassino del fratello è Dennis "Shiv" Jefferson, che dopo la morte di Dayton è diventato il nuovo V8. Zoe promette ad Alex la scarcerazione se accetta di collaborare con i federali per esporre la corruzione dell'agente Coburn, responsabile di aver coperto Shiv, e rintracciare ed arrestare Shiv stesso. Alex accetta e viene liberato, con il compito di infiltrarsi nei 5-10 e scalare la loro gerarchia fino ad ottenere la loro completa fiducia.

### Midwest
Dopo essersi procurato un'auto da Tuning, Alex inizia a lavorare per il V2 di Detroit, Troy. Dopo una serie di missioni per lui, Alex viene mandato a Saint Louis per uccidere la V2 della città. Alex e Zoe fingono la morte della V2 e la mettono sotto protezione, ma Troy scopre che è ancora viva e, sentendosi tradito, manda la sua crew ad uccidere Alex e la V2. Alex riesce a fuggire ma la V2 viene rintracciata e uccisa da Troy.
Dopo la fuga, Alex viene contattato da Herschel Craig, il V2 di Chicago che è in competizione con Troy per il titolo di V4 del Midwest, che gli offre la possibilità di lavorare per lui. Dopo aver bloccato l'espansionismo di Troy su Chicago, battuto i suoi record su strada e aiutato Craig a recuperare un'auto rubata dall'Europa, Alex riceve il tatuaggio da 5-10, diventando così membro ufficiale, e viene spedito a New York per aiutare il V6 del posto, Eric Tsu.

### East Coast
A New York Alex si riunisce con il suo amico Harry, ex membro dei 5-10, che accetta di aiutarlo con la sua missione. Alex si procura un'auto Off-Road e incontra Eric, che chiede ad Alex di aiutarlo a guadagnare del denaro per ripagare un debito con altri V6 e a rintracciare gli autori del furto di alcune auto dei 5-10 nella East Coast. Nel frattempo, una persona sconosciuta contatta Alex e gli chiede un favore, Zoe riesce a rintracciare l'origine della chiamata, che si rivela provenire da un edificio dell'FBI, portando i due a credere si tratti di Coburn.
Alex e Zoe iniziano ad insospettirsi dello strano comportamento di Harry, che sembra nascondere qualcosa, e cominciano a tenerlo d'occhio, scoprendo che egli si incontra spesso con una misteriosa donna. Dopo aver fermato un presunto ladro delle auto dei 5-10, Alex viene a sapere da quest'ultimo di aver acquistato l'auto rubata da Harry. Alex raggiunge e confronta faccia a faccia Harry, scoprendo che la misteriosa donna si chiama Connie, ed era la fidanzata di Dayton prima della sua morte; Harry ha rubato le auto dei 5-10 e le ha rivendute per aiutare economicamente Connie e suo figlio Ben, il figlio di Dayton.
Dopo aver aiutato Eric a saldare il suo debito, quest'ultimo rivela ad Alex di aver scoperto che Connie è coinvolta nel furto delle automobili e che per questo la sta cercando per fargliela pagare, Alex avvisa Harry e lo aiuta a far fuggire Connie e Ben dalla città. Nonostante si sia "fatto sfuggire" Connie, Eric è comunque soddisfatto del lavoro di Alex e lo nomina V2, per poi spedirlo a Miami con il compito di reclamare il territorio per i 5-10.

### Stati del Sud
Con l'aiuto di Harry, Alex incontra Alita, la ex di Shiv, a Miami e la invita ad entrare nella squadra e lei, infuriata con Shiv per gli abusi subiti da lui, accetta. Il compito da V2 di Alex è quello di ristabilire il controllo dei 5-10 degli Stati del Sud, che sono attualmente sotto l'influenza di Cameron "Cam" Rockport, un uomo temuto da tutti e ostile ai 5-10 dopo che Shiv, durante uno scontro, ha ucciso la moglie di Cam.
Alex si procura un'auto Xtreme ed inizia a farsi una reputazione nella regione in nome dei 5-10 e sfida apertamente Cam. Nel frattempo la persona sconosciuta che aveva contattato Alex a New York si fa risentire, rivelando la sua vera identità che, come sospettato, è quella di Coburn; l'uomo si offre di aiutare Alex passandogli informazioni che gli permettono di sabotare le operazioni di Cam. Dopo averne sconfitto gli associati e distrutto un suo carico di merci, Cam sfida Alex in una gara mettendo in palio gli Stati del Sud, Alex vince e Cam rispetta la promessa rinunciando al controllo della regione.
Tuttavia Alex viene informato da Zoe della probabile intenzione di Coburn di uccidere Cam e cerca di raggiungerlo a Miami Beach per salvarlo, solo per scoprire che Cam è stato appena rapito dagli uomini di Coburn. Alex insegue i rapitori e manda fuoristrada il loro veicolo, riuscendo a salvare Cam che, apprese le vere intenzioni di Alex nei confronti di Shiv, decide di lasciare Stati del Sud. Coburn, arrabbiato con Alex, lo chiama promettendogli di fargliela pagare cara. Tuttavia, le azioni di Alex vengono notate da Shiv stesso che gli conferisce il titolo di V4 e lo manda a gestire gli affari dei 5-10 a Las Vegas.

### Mountain States
A Las Vegas Alex viene contattato da Roxanne, un'esperta di tecnologia che offre il suo aiuto ad Alex in cambio di una mano a trovare sua sorella Daria, membro dei 5-10 scomparsa da parecchio tempo. Alex accetta l'offerta e Roxanne gli spiega che i 5-10 hanno problemi con il contrabbando nei Mountain States a causa della polizia che ha preso il controllo delle strade, la soluzione proposta è quindi quella di fare le consegne fuoristrada, utilizzando veicoli Raid.
Il piano di Roxanne funziona e i 5-10 riescono a far ripartire le attività di contrabbando nella regione. Intanto, Alex rispetta la promessa fatta a Roxanne e inizia a cercare sua sorella, venendo però a sapere da un pilota 5-10 che è stata uccisa da Shiv durante una gara. Roxanne, nonostante abbia preso male la notizia, non rinuncia ad aiutare Alex e si impegna al massimo per farla pagare a Shiv.
Zoe scopre che Coburn è coinvolto nel contrabbando di merci sequestrate e che ha commissionato ad un killer l'omicidio di Alex. Dopo aver rintracciato il killer a Salt Lake City ed averlo fatto arrestare, Alex e Zoe si impegnano a recuperare le prove necessarie ad incastrare Coburn. Alex raggiunge un carico di Coburn fuori Las Vegas e raccoglie le prove necessarie, tuttavia Coburn lo scopre e cerca di fuggire fino all'Aeroporto Internazionale McCarran dove però Zoe e la polizia di Las Vegas riescono a bloccarlo e ad arrestarlo.
Intanto Shiv, sorpreso del successo di Alex nel far ripartire il contrabbando nei Mountain States, lo nomina V6 e lo invita al 5-10 Face-Off, una competizione che si svolge nella West Coast a cui partecipano i 50 piloti più bravi dei 5-10, in cui vincitore si guadagna la possibilità di diventare il vicario di Shiv. Alex accetta e parte alla volta di Los Angeles.

### West Coast
Arrivato a Los Angeles, Alex si incontra con Vincent, un vecchio amico di Harry ed ex pilota che si guadagna da vivere facendo lo stuntman, che afferma di essere in grado di aiutarlo a vincere il Face-Off. Alex si procura quindi un'auto da Pista ed inizia a gareggiare contro gli altri partecipanti, seguendo i consigli di Vincent. Tuttavia, oltre a normali gare, Shiv chiede ai partecipanti di svolgere anche alcuni lavoretti per lui in cambio di un posto assicurato alle prossime fasi del Face-Off; in uno di questi lavori Alex deve far evadere i detenuti a bordo di un autobus penitenziario su cui è presente anche Troy, che dopo aver fallito nel diventare V4 nel Midwest era stato arrestato. Alex, per non essere squalificato, è costretto ad accettare nonostante il pericolo che Troy possa cercare nuovamente di ucciderlo.
Mentre la competizione prosegue, Alex chiede in segreto a Vincent di procurargli un'arma per uccidere Shiv quando lo incontrerà; infatti, pur cosciente del fatto che se lo uccide tornerà in galera, egli vuole comunque vendicarsi personalmente per ciò che Shiv ha fatto a suo fratello. Nonostante non condivida per niente la scelta di Alex, Vincent lo mette comunque in contatto con un fornitore che gli procura una pistola.
Troy contatta Alex e gli chiede di incontrarlo a Seattle per risolvere pacificamente la loro disputa. Seppur dubbioso, Alex accetta e si presenta all'incontro, ma subisce un'altra imboscata della crew di Troy, da cui riesce tuttavia a fuggire. Alex e Zoe, non volendo mandare all'aria l'operazione per colpa di Troy, decidono di farlo arrestare di nuovo. Alex raggiunge quindi Troy a San Francisco, da dove deve partire la finale della Face-Off, e distrugge la sua auto, dopodiché la polizia, mandata da Zoe, lo raggiunge e lo arresta. Arrestato Troy, Alex raggiunge il punto di partenza della finale, vincendola.
Subito dopo la gara, però, Troy chiama Shiv dal carcere e gli dice che Alex ha aiutato i federali a farlo arrestare. La copertura di Alex salta e Shiv mette una taglia sulla sua testa. Alex, inseguito dai 5-10 di tutta la West Coast, riesce a raggiungere Shiv a Los Angeles e cerca di ucciderlo con la pistola fornita da Vincent, tuttavia ha un ripensamento e, invece, accusa Shiv di aver ucciso Dayton davanti a tutti gli altri 5-10 e lo sfida in una gara in cui in palio c'è il titolo di V8. Shiv accetta e i due gareggiano per le strade di Los Angeles fino ai confini della città. Alex vince la corsa ma Shiv non intende rinunciare al titolo di V8 così facilmente. Improvvisamente Zoe e la polizia raggiungono i due e Shiv, capendo di esser stato incastrato, fugge verso il confine messicano, ma Alex lo segue e lo fa schiantare. Il gioco termina con Shiv che viene circondato dalla polizia e con Alex che spiega al giocatore la sua passione per le corse su strada.

## Modalità di gioco

### Ambientazione
La mappa open world di The Crew è una riproduzione del territorio continentale degli USA. La mappa è divisa in cinque regioni: il Midwest, l'East Coast, gli Stati del Sud, i Mountain States e la West Coast. Sei città principali sono incluse nel gioco: Detroit e Chicago nel Midwest, New York nella East Coast, Miami negli Stati del Sud, Las Vegas nei Mountain States e Los Angeles nella West Coast. Sono inoltre presenti le altre città importanti del paese come San Francisco, Seattle, Salt Lake City, Santa Fe, Dallas, New Orleans, Saint Louis e Washington (alcune come Boston, Atlanta, Portland e Filadelfia non sono però incluse), e numerosi altri piccoli centri rurali come Nashville, Norfolk e molti altri. Si impiegano circa 40 minuti per guidare coast to coast all'interno del gioco. I giocatori possono anche spostarsi immediatamente da una parte all'altra della mappa tramite il Viaggio rapido, a patto di aver già visitato in precedenza l'area che si vuole raggiungere.

### Modalità di gioco
Nonostante sia possibile giocare da solo, per giocare è richiesta una connessione ad Internet. I giocatori possono creare delle crew per competere insieme o contro dei punteggi record fantasma. Sparse per la mappa ci sono le Prove, che consistono nel completare alcune sfide, come ad esempio fare slalom, distruggere dei bersagli o saltare su una rampa ed atterrare il più lontano possibile, i punteggi vengono automaticamente salvati cosicché gli amici possono cercare di batterli. La campagna single-player ha una durata di 20 ore, e comprende l'infiltrazione all'interno di gruppi criminali. Le missioni possono essere giocate in singolo o in modalità cooperativa online. La modalità PvP permette ad un massimo di 8 giocatori di competere in gare online ed altre modalità di gioco. Durante la fase di gioco non ci saranno interruzioni dovute a caricamenti in-game.
Il giocatore ha la possibilità di scegliere tra una vasta gamma di auto e moto acquistabili tramite decine di concessionari sparsi per la mappa, con la possibilità di effettuare un Test Drive prima dell'acquisto. I veicoli possono essere personalizzati, in base al contesto in cui il veicolo va utilizzato, con cinque differenti kit: tuning, Off-Road, Xtreme, Raid e Pista, l'espansione Wild Run include anche i kit Dragster, Monster e Drift. In base al punteggio ottenuto nelle prove e nelle missioni, il giocatore può vincere vari pezzi per le proprie auto che permettono di migliorarne le prestazioni e il livello.

## Sviluppo
Il gioco è stato co-sviluppato da Ivory Tower e Ubisoft Reflections e pubblicato da Ubisoft. Il team di sviluppo di Ivory Tower comprende sviluppatori di Eden Games. Il gioco sfrutta le feature social e cooperative delle console di nuova generazione. Il porting su Xbox 360 è stato sviluppato presso Asobo Studio.
Il gioco utilizza il motore grafico Babel.
Il 21 luglio 2014 Ubisoft ha pubblicato una closed beta per Microsoft Windows per un tempo limitato. I giocatori nella beta hanno avuto possibilità di giocare una parte delle missioni della storia e di esplorare la mappa di gioco. Una seconda closed beta per PC si è tenuta dal 25 al 29 agosto 2014. La prima beta per console si è svolta a partire dal 30 settembre 2014, mentre la seconda si è svolta tra il 6 e il 10 novembre 2014. Una open beta per le console si è invece svolta tra il 25 e il 27 novembre 2014.
La data di uscita era stata fissata inizialmente per l'11 novembre 2014, ma la data è stata poi posticipata al 2 dicembre dello stesso anno. Gli sviluppatori hanno preferito lavorare ancora al videogioco in base ai feedback ricevuti dai partecipanti della closed beta del 30 settembre 2014.

## Espansioni

### Wild Run
The Crew: Wild Run è la prima espansione ufficiale del gioco, sviluppata interamente da Ivory Tower e pubblicata da Ubisoft per Microsoft Windows, PlayStation 4 e Xbox One il 17 novembre 2015. L'espansione è stata annunciata ufficialmente durante la conferenza Ubisoft dell'E3 2015.
L'espansione introduce le moto per la prima volta nel gioco, una nuova gamma di veicoli, i nuovi kit Dragster, Monster e Drift, e Il Summit, un evento che si svolge ogni mese dove i giocatori competono in varie sfide che consentono di vincere vari premi. Inoltre, l'uscita dell'espansione introduce vari miglioramenti alla grafica del gioco e l'introduzione del meteo dinamico, entrambi disponibili attraverso un aggiornamento gratuito anche per i giocatori che non hanno acquistato l'espansione.

### Calling All Units
The Crew: Calling All Units è la seconda espansione ufficiale del gioco, è stata annunciata ufficialmente durante il Gamescom 2016 e pubblicata il 29 novembre 2016 per Microsoft Windows, PlayStation 4 e Xbox One insieme alla Ultimate Edition, che contiene il gioco base, tutti i DLC usciti precedentemente e le due espansioni.
L'espansione introduce nuove missioni della campagna da giocare nei panni dell'agente della polizia Clara Washington, nuove sfide da giocare sia come Poliziotto che come Pilota, una serie di nuove abilità come impulsi EMP e granate accecanti, una nuova gamma di veicoli e l'aumento del livello massimo del giocatore a 60. I giocatori che non hanno acquistato l'espansione possono comunque partecipare ad alcune attività nei panni di Pilota.

## Accoglienza
| Testata                            | Versione    | Giudizio             |
| ---------------------------------- | ----------- | -------------------- |
| GameRankings (media al 11-12-2014) | PC XONE PS4 | 72% 60% 59%          |
| Metacritic (media al 24-12-2014)   | PC XONE PS4 | 71/100 64/100 61/100 |
| Destructoid                        | -           | 7.5/10               |
| Electronic Gaming Monthly          | -           | 6/10                 |
| Eurogamer                          | -           | 8/10                 |
| Game Informer                      | -           | 7/10                 |
| GameRevolution                     | -           | [ 20 ]               |
| GameSpot                           | -           | 5/10                 |
| GamesRadar+                        | -           | [ 22 ]               |
| GameTrailers                       | -           | 6.2/10               |
| IGN                                | -           | 6/10                 |
| Joystiq                            | -           | [ 25 ]               |
| PC Gamer                           | -           | 70/100               |
| Polygon                            | -           | 4.5/10               |
| VideoGamer.com                     | -           | 6/10                 |

The Crew ha ricevuto recensioni contrastanti da parte della critica. I critici nel complesso hanno elogiato l'immenso mondo del gioco, ma non hanno apprezzato i problemi tecnici del gioco relativi al suo gameplay solo online, così come la sua complicata interfaccia utente e l'uso delle microtransazioni. I siti web di recensioni aggregate GameRankings e Metacritic hanno assegnato alla versione Windows il 72% sulla base di 7 recensioni e 71/100 sulla base di 12 recensioni.
Mike Channell di Eurogamer ha dato al gioco un 8/10, elogiandone la ricchezza di contenuti, le missioni secondarie e le attività degne di nota, l'enorme spazio percorribile, la riuscita fusione tra storia e multiplayer, l'enorme varietà di scenari e il gameplay cooperativo gratificante e divertente, ma criticando la sua storia mediocre e il personaggio principale, l'intelligenza artificiale "oltraggiosa", così come l'inclusione delle microtransazioni.
Matthew Kato di Game Informer ha dato al gioco un 7/10, elogiando il soddisfacente sistema di aggiornamento e di acquisto di auto, nonché la discreta recitazione vocale.
Josh Harmon di Electronic Gaming Monthly ha dato al gioco un 6/10, elogiando il mondo di gioco, che ha affermato "ha catturato lo spirito dell'America" e ha descritto il gioco come "il miglior mondo aperto in un gioco di corse fino ad oggi".
Peter Brown di GameSpot ha dato al gioco un 5/10, lodando anche l'enorme mondo di gioco, così come la missione per giocatore singolo, ma criticando le missioni attivate automaticamente, le missioni secondarie frustranti, come le missioni delle auto d'incursione e le missioni di fuga , oltre a grafica obsoleta, fisica, intelligenza artificiale e interfaccia utente scadenti, texture pop-in e auto, edifici e modelli ambientali deludenti.